# Hebar Pazardzhik
O Volejbolen klub Hebar  (ВК Хебър) é um time búlgaro de voleibol masculino com sede na cidade de Pazardzhik. Atualmente disputa o Campeonato Búlgaro.

## História
Na temporada 2016-17 terminou em primeiro a fase classificatória da Primeira Liga Búlgara e venceu a promoção à Superliga Masculina, vencendo o "Dorostol" Silistra na série final. Na temporada 2017-18 disputou a Superliga, terminando na sexta colocação com 13 vitórias e 9 derrotas, já nos playoffs das quartas de final, foi eliminado pelo VK CSKA. A temporada 2018-19 e foi vice-campeão da Copa dos Balcãs.
No período de 11 a 13 de janeiro de 2019, os Tigres recebem a Copa da Bulgária, após duas vitórias na fase classificatória avançou a final diante VK Neftokhimik. No dia 13 de janeiro de 2019, foi o confronto final destes e pela primeira vez o clube copnquista seu primeiro título pelo placar de  3 a 2. Na Superliga, computou 18 vitórias, 4 derrotas e 50 pontos, e novo confronto com Neftokhimik mas perdeu por 3 a 0  na final e terminou vice-campeão na temporada 2018-19.
Para as competições de 2019-20, o clube reforça-se de Georgi Bratoev e Todor Alexiev, mantendo a base da temporada anterior. Em 11 de outubro de 2019, sagrou-se campeão da Supercopa da Bulgária em uma partida contra o VK Neftohimik pelo placar de 3 a 0, sendo  Todor Alexiev o melhor jogador do confronto.No período de 17 a 19 de janeiro de 2020, é realizado em Burgas o torneio da Copa da Bulgária, e conquista o bicampeonato consecutivo após vitórias sobre o VK Levski (3 a 0) nas quartas de final, VK Montana ( 3 a 1) na semifinal e VK Neftohimik (3 a 0) na final.Na temporada 2020-21,, se qualificou para a Liga dos Campeões da Europa. e 2021-22 obtem o bicampeonato da Superliga.

## Títulos conquistados
Mundial de Clubes 
 Liga dos Campeões da Europa 
 Taça Challenge
 Taça CEV 

 Campeonato Búlgaro 
- Campeão:2020-21, 2021-22

 Copa da Bulgária 
- Campeão:2019, 2020, 2022

 Supercopa Búlgara 
- Campeão:2019, 2021,, 2022